# Храм Светих мученика јасеновачких у Соколовићима
Храм Светих мученика јасеновачких је православна црква која се налази у селу Соколовићима, у општини Рудо, у источном делу Републике Српске, Босне и Херцеговине. Црква припада Митрополији дабробосанској, Српске православне цркве.

## Историјат
Село Соколовићи су родно место Баје (Бајице) Ненадића, историји познатијег као Мехмед-паше Соколовића.
Баја Ненадића је на Раванцима, брду изнад Рудог, у турско доба као ђака богословије, пронашао и у Истанбул на школовање одвео јањичар Мехмед-бег Јешлија. Разборити Бајо је касније израстао у великог везира и то остао за владавине три турска султана.
Да није прекинуо везе са родним крајем говори то што је Мехмед-паша Соколовић још за живота и на врхунцу своје моћи подигао цркву и џамију у Соколовићима. На левој страни Соколачке реке саградио цркву мајци, а џамију на десној обали оцу Драгутину. У прошлим временима џамија је пет пута рушена и обнављана, а црква је након рушења дуго чекала на своју прву обнову.
Почетком 16. века Мехмед паша почиње са градњом ових богомоља. Мајци гради цркву јер за разлику од оца се није одрекла православне вере и није прешла у ислам. 
Обе грађевине подигнуте су средином 16.века.  Данас се на том подручју налазе обе грађевине али нису аутентичног изгледа и материја, пошто су више пута рушене и обнављане. По предањау Мехмед-паша Соколовић је у исто време кад и џамију , направио и цркву својој мајци. Међутим она није дуго обитавала и била је срушена још у 17.веку. Наиме по предању локално муслиманско становништво се жалило да је црква и лепша и боља од џамије тако да је морала бити уклоњена. Међутим у последњих неколико година она је поново направљена и то близу темеља некадашње цркве.
Новоизграђена црква сведочи истовремено о тешким временима за српски народ, али и о пореклу Мехмед паше Соколовића. Изградња цркве трајала је 5 година.

## Обнова цркве
На Васкрсни уторак 2014. године на локалитету Црквине освештано је земљиште за изградњу храма који ће бити посвећен Светим Новомученицима Јасеновачким.
Дана 8. септембра 2019. године, је освештана новоподигнута црква Светих мученика јасеновачких. Освештао ју је Митрополит дабробосански са свештенством. Дан успомене мученика Јасеновачких је 13. септембра и тада се у храму служи литургија. 